# Eblisia monticola
Eblisia monticola är en skalbaggsart som beskrevs av Lewis 1892. Eblisia monticola ingår i släktet Eblisia och familjen stumpbaggar. Inga underarter finns listade i Catalogue of Life.